# Thomas Joseph Neylon
Thomas Joseph Neylon (* 16. Februar 1958 in Warrington, Lancashire, Vereinigtes Königreich) ist ein britischer römisch-katholischer Geistlicher und Weihbischof in Liverpool.

## Leben
Thomas Joseph Neylon studierte am St. Joseph’s College in Upholland und am St. Cuthbert’s College in Ushaw. Am 31. Mai 1982 spendete ihm Papst Johannes Paul II. während dessen Besuch in Großbritannien im Heaton Park von Manchester das Sakrament der Priesterweihe für das Erzbistum Liverpool.
Nach verschiedenen Aufgaben in der Pfarrseelsorge wurde er im Jahr 2006 Dekan der Seelsorgezone um St Helens und 2007 Generalvikar des Erzbistums Liverpool. Im Jahr 2008 wurde er zudem zum Domkapitular des Domkapitels von Liverpool ernannt.
Papst Franziskus ernannte ihn am 6. Juli 2021 zum Titularbischof von Plestia und zum Weihbischof in Liverpool. Der Erzbischof von Liverpool, Malcolm Patrick McMahon OP, spendete ihm am 3. September desselben Jahres die Bischofsweihe.